# Landelijk kampioenschap amateurvoetbal 1998/99
In het landelijk amateurkampioenschap voetbal van 1998/99 maakten de zes Hoofdklassekampioenen uit wie zich de beste amateurclub van het land mag noemen. De kampioenen van de Zaterdag Hoofdklasse A, B en C spelen in een competitie van 4 speelronden, net als de kampioenen van de Zondag Hoofdklasse A, B en C. Vervolgens werd de finale over twee wedstrijden gespeeld tussen de zaterdag- en zondagkampioen. HSC '21 won van Achilles 1894 en werd landskampioen van het amateurvoetbal.

## Kampioenschap Zaterdag

### Teams
| Klasse | Club             |
| ------ | ---------------- |
| A      | Noordwijk        |
| B      | DOVO             |
| C      | IJsselmeervogels |

### Eindstand
| # | Club             | Ges | W | G | V | Pnt | DV | DT | DS |
| - | ---------------- | --- | - | - | - | --- | -- | -- | -- |
| 1 | IJsselmeervogels | 4   | 2 | 1 | 1 | 7   | 6  | 5  | +1 |
| 2 | DOVO             | 4   | 2 | 0 | 2 | 6   | 4  | 6  | −2 |
| 3 | Noordwijk        | 4   | 1 | 1 | 2 | 4   | 5  | 4  | +1 |

## Kampioenschap Zondag

### Teams
| Klasse | Club    |
| ------ | ------- |
| A      | Argon   |
| B      | UDI '19 |
| C      | HSC '21 |

### Eindstand
| # | Club    | Ges | W | G | V | Pnt | DV | DT | DS |
| - | ------- | --- | - | - | - | --- | -- | -- | -- |
| 1 | HSC '21 | 4   | 3 | 0 | 1 | 9   | 9  | 5  | +4 |
| 2 | Argon   | 4   | 2 | 1 | 1 | 7   | 8  | 7  | +1 |
| 3 | UDI '19 | 4   | 0 | 1 | 3 | 1   | 4  | 9  | −5 |

## Algeheel kampioenschap
| 19 juni 1999 |     |                  |
| HSC '21      | 2-2 | IJsselmeervogels |

| 26 juni 1999     |        |         |
| IJsselmeervogels | 3-4 nv | HSC '21 |

|                  |
| Kampioen HSC '21 |

1983/84 · 1984/85 · 1985/86 · 1986/87 · 1987/88 · 1988/89 · 1989/90 · 1990/91 · 1991/92 · 1992/93 · 1993/94 · 1994/95 · 1995/96 · 1996/97 · 1997/98 · 1998/99 · 1999/00 · 2000/01 · 2001/02 · 2002/03 · 2003/04 · 2004/05 · 2005/06 · 2006/07 · 2007/08 · 2008/09 · 2009/10 · 2010/11 · 2011/12 · 2012/13 · 2013/14 · 2014/15 · 2015/16